# Rhinacanthus
- Commons
- Wikispecies

Rhinacanthus Nees, segundo o Sistema APG II, é um gênero botânico da família Acanthaceae

## Espécies
O gênero apresenta as seguintes espécies:
| - Rhinacanthus albus - Rhinacanthus beesianus - Rhinacanthus breviflorus - Rhinacanthus calcaratus - Rhinacanthus chiovendae - Rhinacanthus communis - Rhinacanthus dewevrei - Rhinacanthus gracilis - Rhinacanthus grandiflorus - Rhinacanthus humilis - Rhinacanthus kaokoensis - Rhinacanthus macilentus - Rhinacanthus minimus - Rhinacanthus nasuta - Rhinacanthus nasutus | - Rhinacanthus ndorensis - Rhinacanthus oblongus - Rhinacanthus osmospermus - Rhinacanthus parviflorus - Rhinacanthus perrieri - Rhinacanthus polonnaruwensis - Rhinacanthus pulcher - Rhinacanthus rottlerianus - Rhinacanthus rotundifolius - Rhinacanthus scoparius - Rhinacanthus subcaudatus - Rhinacanthus tenuipes - Rhinacanthus tubulosus - Rhinacanthus virens - Rhinacanthus xerophilus |

- «Lista das espécies»